# 本田康典
本田 康典（ほんだ やすのり、1938年 - ）は日本の英米文学者、翻訳家。宮城学院女子大学名誉教授。

## 人物・来歴
熊本市出身。1961年早稲田大学教育大学英語英文学科卒、1964年同大学院文学研究科修士課程修了。宮城学院女子大学助教授、1980年教授、2002年退職、名誉教授。20世紀英米小説専攻。
1994年から「日本ヘンリー・ミラー協会」会長として、ヘンリー・ミラーやアナイス・ニンに関する日本での再評価にむけて執筆活動を続けている。
ミラーに関する多くの論文、著書、翻訳、エッセーがある。

## 著書
- 『『北回帰線』物語 パリのヘンリー・ミラーとその仲間たち』（水声社） 2018

### 共編
- 『ヘンリー・ミラーを読む』（松田憲次郎共編、水声社） 2008

## 翻訳
- 『ヘンリー・ミラー・コレクション 1 北回帰線』（水声社） 2004
- 『回想するヘンリー・ミラー』（トゥインカ・スィーボード編、小林美智代, 泉澤みゆき共訳、水声社） 2005
- 『パラダイスの乞食たち』（アーヴィング・ステットナー、三保子ステットナー共訳、水声社） 2009
- 『ヘンリー・ミラー・コレクション 13  わが生涯の書物』（野平宗弘, 菅原聖喜, 萩埜亮, 泉澤みゆき, 森田起久子, 佐藤亨, 河野賢司共訳、水声社） 2014
- 『ヘンリー・ミラー・コレクション 14 友だちの本 ほか』（中村亨, 鈴木章能共訳、水声社） 2014

## 参考
- J-GLOBAL